# Lauryn Hill
Lauryn Noelle Hill (* 26. května 1975, East Orange, New Jersey, USA) je americká zpěvačka, raperka, písničkářka a herečka. Do veřejného povědomí se nejprve dostala jako zpěvačka skupiny Fugees. V roce 1998 vydala své debutové album The Miseducation of Lauryn Hill, za který získala mnoho cen a které vystoupalo na vrchol albových hitparád v mnoha zemích. V roce 2002 vydala druhé album MTV Unplugged No. 2.0. Za svou hudební kariéru obdržela 8 cen Grammy. Je matkou pěti dětí, jejich otcem je syn legendárního Boba Marleyho, Rohan Marley.

## Životopis

### Hudební a filmové začátky
Lauryn Hill se narodila v South Orange v New Jersey jako druhé dítě středoškolské profesorky angličtiny, Valerie, a počítačového odborníka Mala. Byla to hudební rodina — její otec zpíval na svatbách, matka hrála na piáno a její starší bratr hrál na saxofon, kytaru, bicí, harmoniku, housle a piano. Sama Laryn hraje na piano a kytaru.
Lauryn byla aktivní studentka a umělkyně. Se svou hereckou kariérou začala už v dětství. Objevila se v seriálu As The World Turns jako Kira Johnson. V roce 1993 si zahrála po boku Whoopi Goldbergové v Sestře v akci 2. Nazpívala tu písničky His Eye Is on the Sparrow (spolu s Tanyou Blount) a Joyful, Joyful. Touto rolí se stala známou a kritik Roger Ebert jí nazval „děvče s velkým veselým hlasem”.
Ve stejném roce byla přijata na 6 různých univerzit, vybrala si historii a sociologii na Columbia University. Zahrála si i dalších filmech např.: King of the hill (1993), Hav plenty (1997) a Restaurant (1998). Taky svým dílem přispěla k soundtracku k filmům Conspiracy Theory (1996) písní Can´t take my eyes off you a k filmu Divine Secrets of the Ya-Ya Sisterhood (2002) písní Selah.

### Osobní život
Od roku 1996 žije s Rohanem Marleym, synem Boba Marleyho. Rohan měl už dvě děti z předcházejícího manželství. Spolu s Lauryn mají pět dětí. Lauryn nazpívala několik písní se svým nejstarším synem. Jedna z nich se jmenuje To Zion. Je na její první sólové desce The Miseducation of Lauryn Hill. Druhá, píseň Selah, se dá najít na soundtracku k filmu Divine Secrets of the Ya-Ya Sisterhood.

## Hudební kariéra

### The Fugees
Kolem roku 1988 založili Prakazrel Michel "Pras", Lauryn Hill a Wyclef Jean skupinu Tranzlator crew. O něco později, v roce 1992, s nimi firma Ruffhouse records uzavřela smlouvu a po vzájemné dohodě si skupina změnila jméno na The Fugees. Název vznikl ze slova „Refugees”, což je slangově haitský uprchlík (Wyclef a Pras pocházejí z Haiti).
Krátce po podpisu smlouvy vyšlo jejich debutové album Blunted on reality 1994. Album se nesetkalo s moc kladnou odezvou, ale i tak je na něm pár výrazných písní jako Nappy Heads nebo Vocab. Přelomové bylo ovšem druhé album, The Score, které vyšlo v roce 1996. Album se velice dobře prodávalo, do dnešních dnů se ho prodalo více než 18 milionů kopií a stalo se tedy multiplatinové. Album je ovlivněné soulem i reggae — důkazem jsou například remaky skladeb Killing Me Softly od Roberty Flack nebo No Woman, No Cry od Boba Marleyho. Další hitové singly jsou Ready or not, Fu-Gee-La nebo Cowboys. Album The Score se tak stalo jedním z nejvlivnějších hip-hopových alb devadesátých let.

### The Miseducation Of Lauryn Hill
V roce 1998 vydává Lauryn Hill svůj debut The Miseducation of Lauryn Hill s písněmi jako Doo Wop (That thing), Ex-Factor nebo Everything is Everything. Album se stalo nejrychleji prodávaným ženským debutem v historii. Je to album velmi osobní, Lauryn si sama složila hudbu i texty. Texty se točí okolo mateřství, závisti a života vůbec. Na albu je několik významných hostů — například Carlos Santana, Mary J. Blige, „princ R&B” D'Angelo. Album zabodovalo nejen u fanoušků, ale také u hudební kritiky, dokonce se objevuje v různých seznamech nejlepších alb 20. století. Lauryn Hill za něj obdržela 11 nominací na cenu Grammy, pět z nich nakonec získala.

### MTV Unplugged Number 2.0

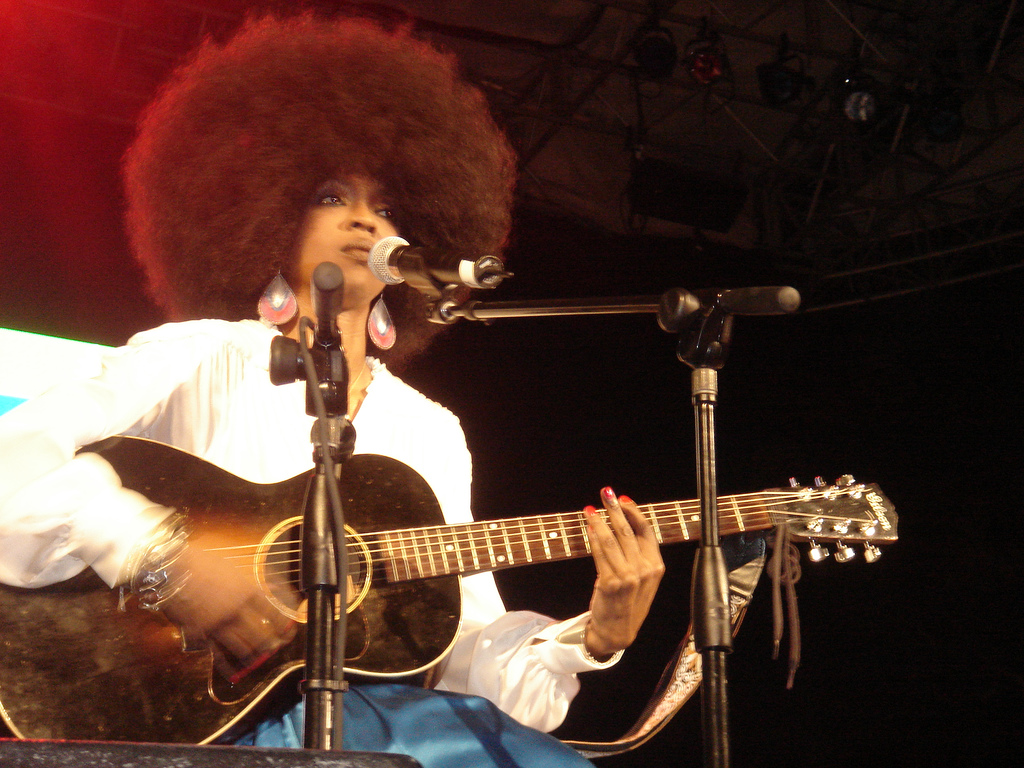
Lauryn v roce 2005

V červenci 2001 nazpívala Lauryn Hill unplugged pro MTV, a vydala ho v květnu 2002 jako MTV Unplugged No. 2.0. Toto album ale nebylo tak úspěšné jako předchozí, prodalo se ho „jen” půl milionu kusů. Všechny písně a texty si Lauryn opět napsala sama, v každé z nich ji doprovází jen její vlastní kytara.

### Návrat?
V roce 2007 uskutečnila další celosvětové turné, při kterém si zahrála ve 14 zemích. Turné se ale stalo propadákem. Nejdříve odehrála mizerný koncert v Kalifornii, kde zazpívala jen čtyři skladby a rozzlobení fanoušci se dožadovali vrácení vstupného. Odzpívala tam koncert, který fanouškům nepříjemně vyrazil dech. Deník San Jose Mercury napsal, že: „Nebyl to jen hlas, který se jí třásl. Hill jednou dokonce spadla, což vyvolalo otázku, co zpěvačka tak dlouho v zákulisí dělala, když na sebe nechala tak dlouho čekat… “. Svoje „comebackové" turné završila v Čechách, kde jí zklamal hlas a celé představení neproběhlo podle nejlepšího scénáře.

## Grammy
| Kategorie                                          | Žánr    | Píseň/Album                                                             | Rok  | Výsledek   |
| -------------------------------------------------- | ------- | ----------------------------------------------------------------------- | ---- | ---------- |
| Nejlepší R&B pěvecký výkon ve dvojici či skupině   | R&B     | Killing Me Softly                                                       | 1996 | Vyhrála    |
| Nejlepší rapové album                              | Rap     | The Score                                                               | 1996 | Vyhrála    |
| Album roku                                         | Top     | The Score                                                               | 1996 | Nominovaná |
| Nejlepší ženský popový pěvecký výkon               | Pop     | Can't Take My Eyes Off You                                              | 1998 | Nominovaná |
| Nejlepší ženský rapový sólový výkon                | Rap     | Lost Ones                                                               | 1998 | Nominovaná |
| Nejlepší ženský R&B pěvecký výkon                  | R&B     | Doo Wop (That Thing)                                                    | 1998 | Vyhrála    |
| Nejlepší R&B pěvecký výkon v dvojici anebo skupině | R&B     | Nothing Even Matters feat. D'Angelo                                     | 1998 | Nominovaná |
| Nejlepší R&B píseň (cena pro skladatele)           | R&B     | A Rose Is Still A Rose - by Aretha Franklin                             | 1998 | Nominovaná |
| Nejlepší R&B píseň (cena pro skladatele)           | R&B     | Doo Wop (That Thing)                                                    | 1998 | Vyhrála    |
| Nejlepší R&B album                                 | R&B     | The Miseducation Of Lauryn Hill                                         | 1998 | Vyhrála    |
| Nejlepší ženský rapový sólový výkon                | Rap     | Lost Ones                                                               | 1998 | Nominovaná |
| Nejlepší nový umělec                               | Top     | The Miseducation of Lauryn Hill                                         | 1998 | Vyhrála    |
| Album roku                                         | Top     | The Miseducation of Lauryn Hill                                         | 1998 | Vyhrála    |
| Album roku                                         | Top     | Supernatural (Santana album)                                            | 1999 | Vyhrála    |
| Nejlepší hudební video                             | General | Everything Is Everything                                                | 2000 | Nominovaná |
| Nejlepší R&B píseň (cena pro skladatele)           | R&B     | All That I Can Say - Mary J. Blige                                      | 2000 | Nominovaná |
| Nejlepší pěvecká popová spolupráce                 | Pop     | Turn Your Lights Down Low, with Bob Marley from The Best Man soundtrack | 2001 | Nominovaná |
| Nejlepší ženský rapový sólový výkon                | Rap     | Mystery Of Iniquity                                                     | 2003 | Nominovaná |
| Nejlepší R&B pěvecký výkon v dvojici anebo skupině | R&B     | So High, with John Legend                                               | 2005 | Nominovaná |